# Media Works
K.K. Media Works (jap. 株式会社メディアワークス, Kabushiki kaisha Media Wākusu) war ein japanischer Verlag, der am 15. Oktober 1992 als Teil der Kadokawa Group Holdings gegründet wurde. Am 1. April 2008 schloss sich das Unternehmen mit ASCII zu ASCII Media Works, das die Veröffentlichungen von Media Works fortführte.
Der Verlag veröffentlichte eine Reihe von Magazinen zu Anime und Manga sowie Videospielen, außerdem auch Bücher und Light Novels. Eine Reihe von Magazinen und Büchern wurde unter dem Namen Dengeki (電撃) herausgebracht, so das Mangamagazin Dengeki Daioh, das Spielemagazin Dengeki G's Magazine und der Imprint Dengeki Bunko. Die Firma war außerdem an den Produktionen von Animes beteiligt.

## Magazine
- Dengeki Arcade Card Game
- Dengeki Bunko Magazine
- Dengeki Daioh
- Dengeki G's Magazine
- Dengeki Comic Gao!
- Dengeki Hime
- Dengeki Hobby Magazine
- Dengeki Layers
- Dengeki Maoh
- Dengeki Nintendo DS
- Dengeki PlayStation

## Veranstaltungen
Das Unternehmen richtete mehrere Veranstaltungen aus. Beim Dengeki Taishō (電撃大賞) wurden seit 1994 jährlich Auszeichnungen für Light Novels und Illustrationen verliehen. Der Dengeki Comic Grand Prix (電撃コミックグランプリ) wurde seit 2001 für One-Shot-Manga vergeben und die Auszeichnung Dengeki hp Tampen-Shōsetsu-shō (電撃hp短編小説賞) wurde von 2000 bis 2006 jährlich für Kurzgeschichten und Novellen verliehen.